# Alfred Altenburger
Alfred Altenburger (* 14. März 1923; † 9. Februar 2008 in Genf) war ein Schweizer Eisschnellläufer.
Altenburger, der für die ZSC Lions aus Zürich startete, lief bei den Olympischen Winterspielen 1948 in St. Moritz auf den 39. Platz über 5000 m. In der Saison 1948/49 kam er bei den Schweizer Meisterschaften auf den zweiten Platz und bei der Mehrkampf-Europameisterschaft 1949 in Davos auf den 22. Platz im Großen Vierkampf.

## Persönliche Bestleistungen
| Disziplin | Zeit        | Datum           | Ort   |
| --------- | ----------- | --------------- | ----- |
| 500 m     | 48,2 s      | 27. Januar 1950 | Davos |
| 1000 m    | 1:47,9 min  | 27. Januar 1945 | Davos |
| 1500 m    | 2:31,7 min  | 27. Januar 1950 | Davos |
| 3000 m    | 5:10,6 min  | 27. Januar 1950 | Davos |
| 5000 m    | 9:07,6 min  | 27. Januar 1950 | Davos |
| 10.000 m  | 19:14,9 min | 18. Januar 1947 | Davos |